# Traminda striata
Traminda striata là một loài bướm đêm trong họ Geometridae.